# Kilimanjaro International Airport
Kilimanjaro Airport is een luchthaven in het noorden van Tanzania. Het is de tweede luchthaven van het land, na Julius Nyerere International Airport in Dar es Salaam. De luchthaven beschikt over één start- en landingsbaan van ongeveer 3600 meter lang. Het vliegveld ligt tussen Arusha en Moshi, nabij de hoogste berg van Afrika, de Kilimanjaro.
Veel bezoekers van de Serengeti of Tarangire National Park maken gebruik van Kilimanjaro Airport. De start- en landingsbaan is lang genoeg voor de grootste vliegtuigen, waaronder de Boeing 747.
De Nederlandse luchtvaartmaatschappij KLM vliegt ook naar Kilimanjaro Airport, als tussenlanding soms via Dar es Salaam.

## Luchtvaartmaatschappijen en bestemmingen
| Luchtvaartmaatschappijen | Bestemmingen                                         |
| ------------------------ | ---------------------------------------------------- |
| Airkenya Express         | Mombasa, Nairobi                                     |
| Condor                   | Frankfurt                                            |
| Ethiopian Airlines       | Addis Abeba, Nairobi                                 |
| Fly540                   | Nairobi                                              |
| KLM                      | Amsterdam                                            |
| Precision Air            | Dar es Salaam, Entebbe, Mwanza, Nairobi, Zanzibar    |
| Regional Air Services    | Tanzania                                             |
| Rwandair                 | Kigali                                               |
| Turkish Airlines         | Istanboel Ataturk (vlucht naar Istanbul via Mombasa) |
| ZanAir                   | Zanzibar                                             |
| Brussels Airlines        | Brussel                                              |